# Betty Fabila
Betty Fabila (Ciudad de México, 28 de mayo de 1929) es una bióloga y cantante de ópera soprano mexicana retirada.

## Biografía
Estudió en el Conservatorio Nacional de Música de México y en la Escuela Nacional de Música de la Universidad Nacional Autónoma de México con el barítono David Silva. En 1950, hizo su debut operístico como Musetta en La bohème en el Palacio de Bellas Artes de la Ciudad de México y pasó a cantar papeles protagónicos en óperas como La traviata, Madama Butterfly, L'amico Fritz, Faust, Carmen, La serva. padrona, Il segreto di Susanna, Werther y Don Giovanni.
Junto a su esposo, el director de orquesta y musicólogo italiano Uberto Zanolli, también desarrolló programas para la televisión mexicana. Posteriormente se convirtió en bióloga y etnóloga y enseñó en la Escuela Nacional Preparatoria donde fue miembro fundador de la orquesta de cámara de la escuela y su soprano solista de 1972 a 1994.[cita requerida]
En 1962, en el Castillo de Chapultepec en la Ciudad de México, Fabila realizó las primeras interpretaciones modernas de cantatas solistas del compositor barroco italiano Giacomo Facco, cuyas partituras habían sido descubiertas por su esposo en la Biblioteca Nacional de París.
La hija de Zanolli y Fabila, Betty Zanolli Fabila, es pianista clásica y profesora de música.